# Osmoxylon corneri
Osmoxylon corneri là một loài thực vật thuộc họ Araliaceae. Đây là loài đặc hữu của Papua New Guinea.